# Clã (banda)
Os Clã são um grupo musical português formado por Fernando Gonçalves, Hélder Gonçalves, Manuela Azevedo,  Miguel Ferreira, Pedro Biscaia e Pedro Rito em 1992.

## História

### 1992-1995
Os Clã formaram-se em Novembro de 1992 pela mão de Hélder Gonçalves (baixo piccolo e voz) que convoca, para dar corpo ao seu projecto, Miguel Ferreira (teclados e voz), Pedro Biscaia (teclados), Pedro Rito (baixo), Fernando Gonçalves (bateria) e Manuela Azevedo (voz). Passaram o ano seguinte a ensaiar e a preparar canções.
Em 1994 começaram com as apresentações ao vivo e em 1995 assinaram um contrato discográfico com a EMI-Valentim de Carvalho iniciando nesse mesmo ano as gravações do seu disco de estreia.

### 1996-2000
O álbum de estreia, "LusoQUALQUERcoisa", é editado no dia 14 de Fevereiro de 1996, contando o alinhamento deste primeiro trabalho com 13 canções originais e ainda versões de "Give Peace a Chance" de John Lennon e de "Donna Lee" de Charlie Parker. São extraídos desse álbum os singles "Pois É" e "Novas Babilónias".
Em Abril de 1997 realizam no auditório da Antena 3 um espectáculo constituído por "versões acústicas" das canções do CD "LusoQUALQUERcoisa". Neste concerto contam com a participação da cantora Maria João na interpretação de uma versão do tema "Pois É".

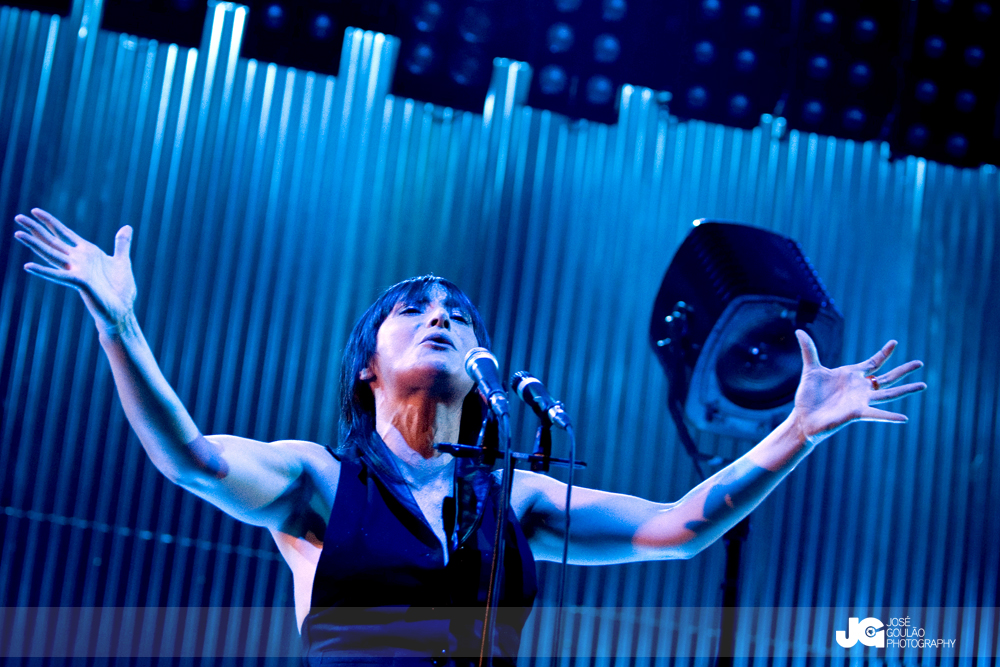

O segundo álbum, "Kazoo", é gravado rapidamente em três semanas durante 1997 e editado a 15 de Setembro desse ano. De novo com a produção de Mário Barreiros e Carlos Tê (desta vez responsável por todas as letras), este trabalho apresenta doze novas canções e uma versão de "I'm Free" de Mick Jagger e Keith Richards. Deste álbum foram escolhidos os singles "GTI (Gentle, Tall & Intelligent)", "Problema de Expressão" e "Sem Freio". Com "Kazoo", os Clã iniciam uma digressão de mais de dois anos, com mais de 100 espectáculos em Portugal, com direito de passagem por Macau e Brasil.
O projecto "Afinidades", espectáculo encomendado pela Expo'98 e que conta com a participação de Sérgio Godinho, estreia em Setembro de 1998. Em Janeiro de 1999 é apresentado no Porto, em três noites esgotadas no teatro Rivoli.
Em 1999 participam no disco de homenagem aos Xutos & Pontapés - "XX Anos XX Bandas", com a versão do tema "Conta-me Histórias", escolhido como primeiro single desta colectânea.

### 2000-2004

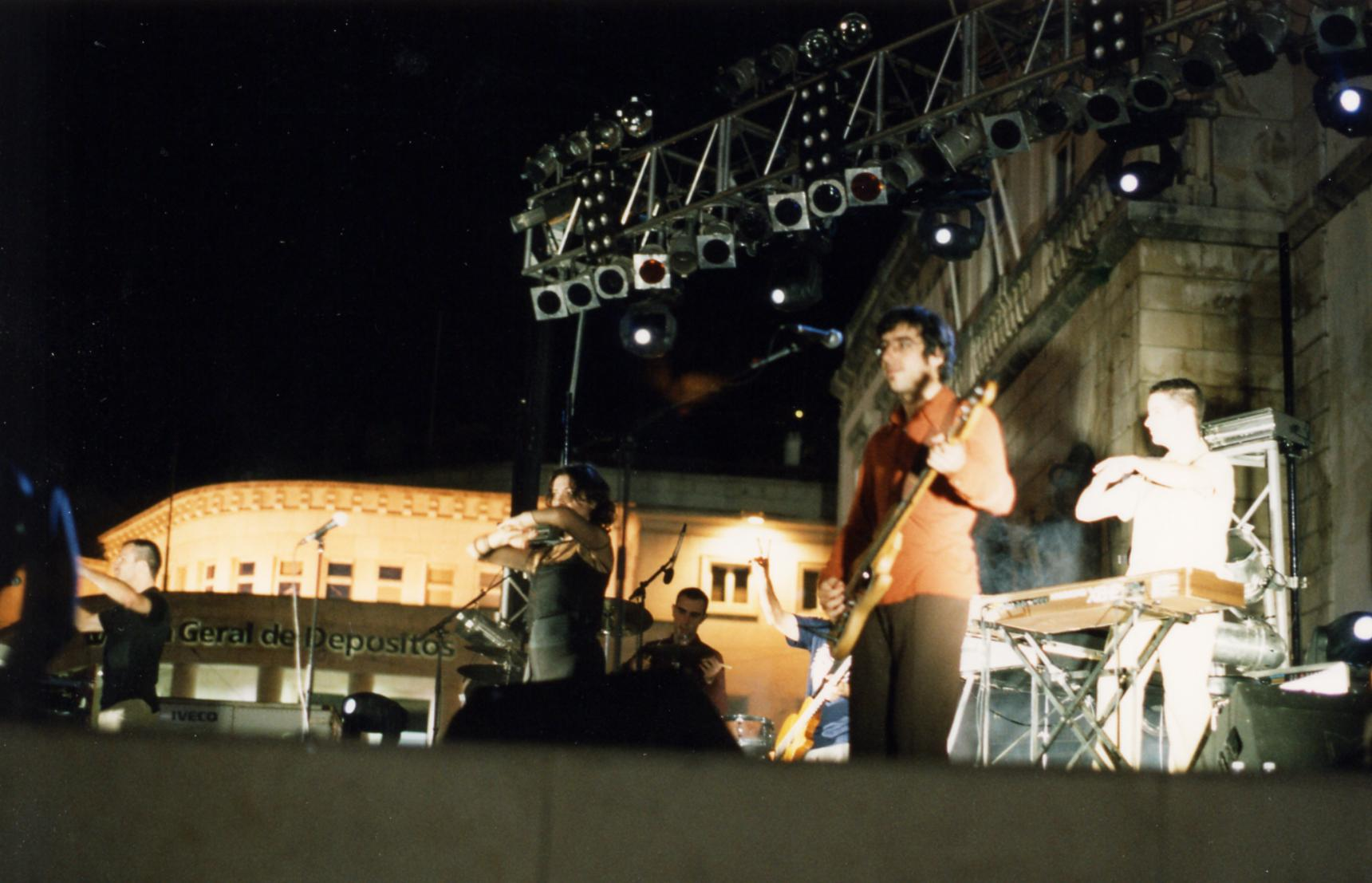
Clã em actuação (Coimbra, 2001)

"Lustro" é editado no dia 22 de Maio de 2000. Este trabalho traz como novidade a colaboração de letristas como Sérgio Godinho, Manel Cruz (dos Ornatos Violeta) e do brasileiro Arnaldo Antunes bem como a continuação de Carlos Tê na maioria das letras. "Dançar na Corda Bamba", o primeiro single extraído deste disco, é um grande sucesso deste disco. Se "Kazoo" havia confirmado a promessa "Lustro" garantiu o reconhecimento da banda por parte da crítica e do público. Em Setembro do mesmo ano "O Sopro do Coração" é escolhido como segundo single do álbum.
Participam em "Ar de Rock - 20 anos depois", disco de homenagem a Rui Veloso e ao disco "Ar de Rock", com uma recriação do tema "Bairro do Oriente".
No dia 4 de Dezembro os Clã dão o seu primeiro concerto, em nome próprio, na Aula Magna que conta com a participação especial de Manuel Cruz, Nuno Rafael, Maria João & Mário Laginha e Adolfo Luxúria Canibal (dos Mão Morta).
Em Dezembro, "Lustro" alcança o galardão de Disco de Ouro. "H2Omem", com letra de Arnaldo Antunes, é lançado como terceiro single.
Participam em Março de 2001 nos espectáculos "Come Together" de homenagem aos Beatles. "A Hard Days Night, "Lucy in the Sky With Diamonds" e "Everybody's Got Something to Hide" são os temas interpretados pelos Clã.
No dia 13 de Maio do mesmo ano deslocam-se a Cannes para participar no espectáculo que decorreu após a projecção oficial do filme "Vou para Casa" de Manoel de Oliveira.

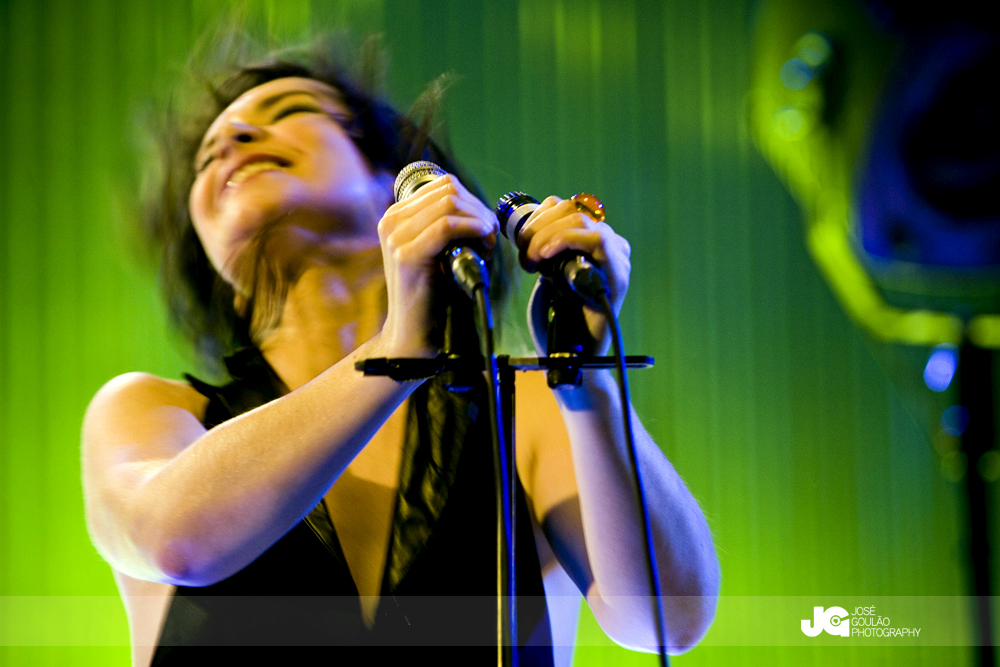

O grupo participa na edição de 2001 do Festival de Vilar de Mouros.
No dia 30 de Outubro é estreado no Teatro Rivoli, por ocasião do Porto 2001, o filme-concerto "Nosferatu" com banda sonora do grupo.
Em Dezembro de 2001 é editado o álbum "Afinidades" gravado nos concertos de 1999 no Teatro Rivoli. O disco atinge rapidamente o galardão de disco de ouro.
O álbum "Lustro" é editado em França a 22 de Janeiro de 2002, seguido de uma apresentação da banda na Sala "Le Divan du Monde", em Paris, a convite da Associação Cap Magellan. A 27 de Junho, os Clã apresentaram-se em Bordéus, inseridos na programação do Festival "Bordeaux Fête Le Vin" e no dia seguinte, na Sala Razzmatazz, em Barcelona.
Já em 2003, mais precisamente a 27 de Fevereiro, o grupo apresentou em Lisboa, no Fórum Lisboa, o filme-concerto "Música Para Nosferatu", perante uma sala esgotada!
Participam entretanto no disco "Irmão do Meio" de Sérgio Godinho, editado em Abril, com uma nova versão de "Dancemos No Mundo".

### 2004-2006

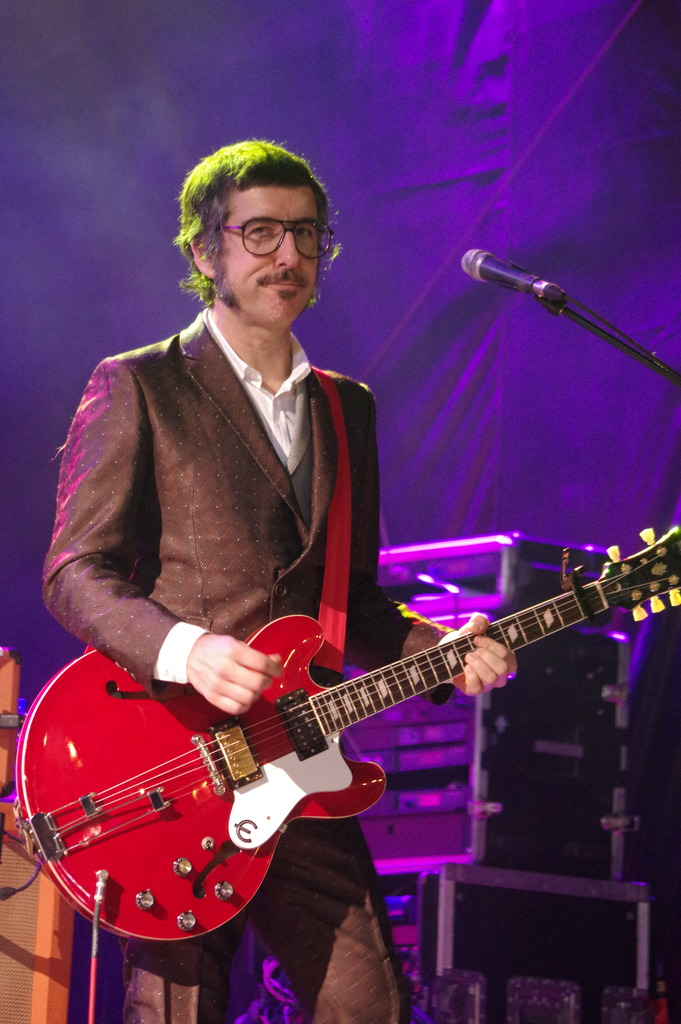
Hélder Gonçalves tocando com os Clã em Coimbra, 2015-12-31

O disco "Rosa Carne" foi editado em 3 de Maio de 2004. O primeiro single é o tema "Competência Para Amar" com letra de Carlos Tê. As músicas do disco são de Hélder Gonçalves que co-produziu o disco com Mário Barreiros e ainda assina a letra de "Pas de Deux". As outras letras são de Carlos Tê, Sérgio Godinho, Arnaldo Antunes, Adolfo Luxúria Canibal, Regina Guimarães e John Ulhoa (elemento da banda brasileira Pato Fu).
No dia 26 de Novembro o grupo apresenta o disco "Rosa Carne" no Centro Cultural Olga Cadaval, em Sintra, com a participação de Arnaldo Antunes e Paulo Furtado.
O CD-duplo "Vivo" é editado em Outubro de 2005. O disco inclui gravações efectuadas nos concertos da Aula Magna (em 4 de Dezembro de 2000), Hard Club (28 de Fevereiro e 1 de Março de 2001), Queima das Fitas do Porto (6 de Abril de 2001) e Centro Cultural Olga Cadaval (26 de Novembro de 2004). Foi lançada ainda uma edição limitada com DVD bónus com filmagens retiradas da videoteca "particular" do grupo.
O primeiro DVD do grupo intitulado "Gordo Segredo", editado em Outubro, inclui a gravação do concerto realizado no Grande Auditório do Centro Cultural Olga Cadaval, em Sintra.
Em 2006 é editado o livro "Curioso Clã" com as letras do grupo e texto do jornalista Nuno Galopim. Neste ano o grupo actua em França, Brasil, Espanha e Macau. O grupo faz uma versão do tema "Tortura de Amor" do brasileiro Waldick Soriano para a compilação "Eu Não Sou Cachorro Mesmo". Ainda em 2006 foi publicado pela Objecto Cardíaco o livro «As Letras como Poesia» de Vitorino Almeida Ventura, que versa sobre as letras de Carlos Tê para os primeiros três álbuns dos Clã, reeditado em 2009 pela Afrontamento.

### 2007-2009

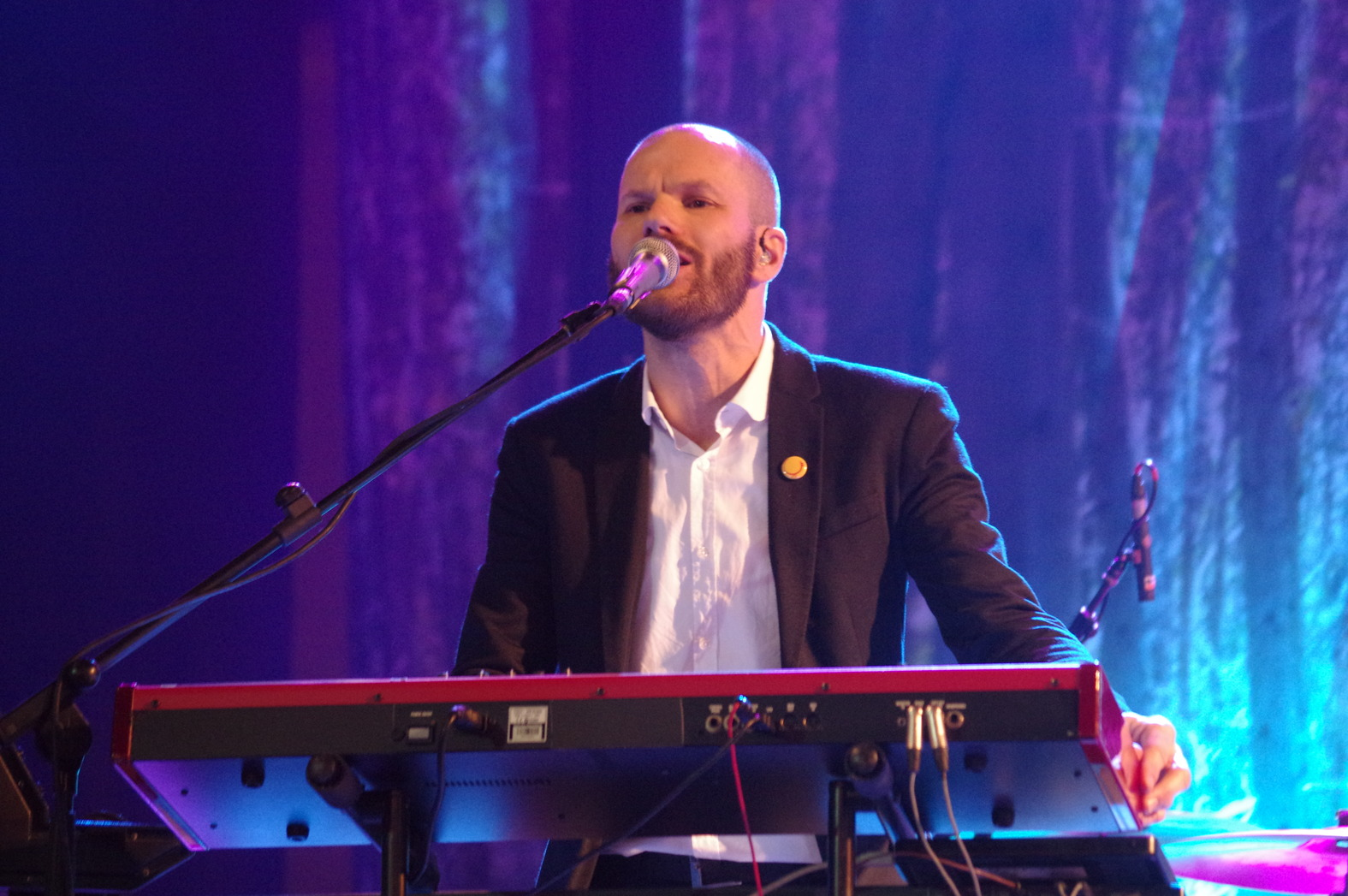
Miguel Ferreira, teclista e voz, 2015-12-31

O grupo regressa em 2007 com o álbum "Cintura", com edição a 1 de Outubro. O primeiro single é "Tira a Teima" com a colaboração de Paulo Furtado.
Dois anos após o lançamento de "Cintura", e depois da digressão nacional, a banda apostou na internacionalização. Estiveram presentes no festival South by Southwest, no Texas.
Também em 2009, o "Cintura" foi lançado em Espanha com uma adaptação da música "Sexto Andar" para espanhol: "Sexto Piso". Nesse mesmo ano, o jornal espanhol El Mundo escreveu: "'Cintura' es un álbum luminoso, alegre, transmisor de buenas sensaciones desde los primeros acordes. Será el más declaradamente pop de un grupo que ya ha experimentado demasiadas sonoridades como para que sea encasillado en un estilo."(...)  Realizaram também em Espanha vários espetáculos.
No final do ano, deram ainda 3 concertos em São Paulo, no SESC Pompeia, com convidados especiais: Zeca Baleiro, Arnaldo Antunes e Fernanda Takai e John Ulhoa (dos Pato Fu). Estes espetáculos surgiram na sequência da edição da coletânea "Catalogue Raisonné", lançada no Brasil a 16 de Junho de 2009.

### 2011

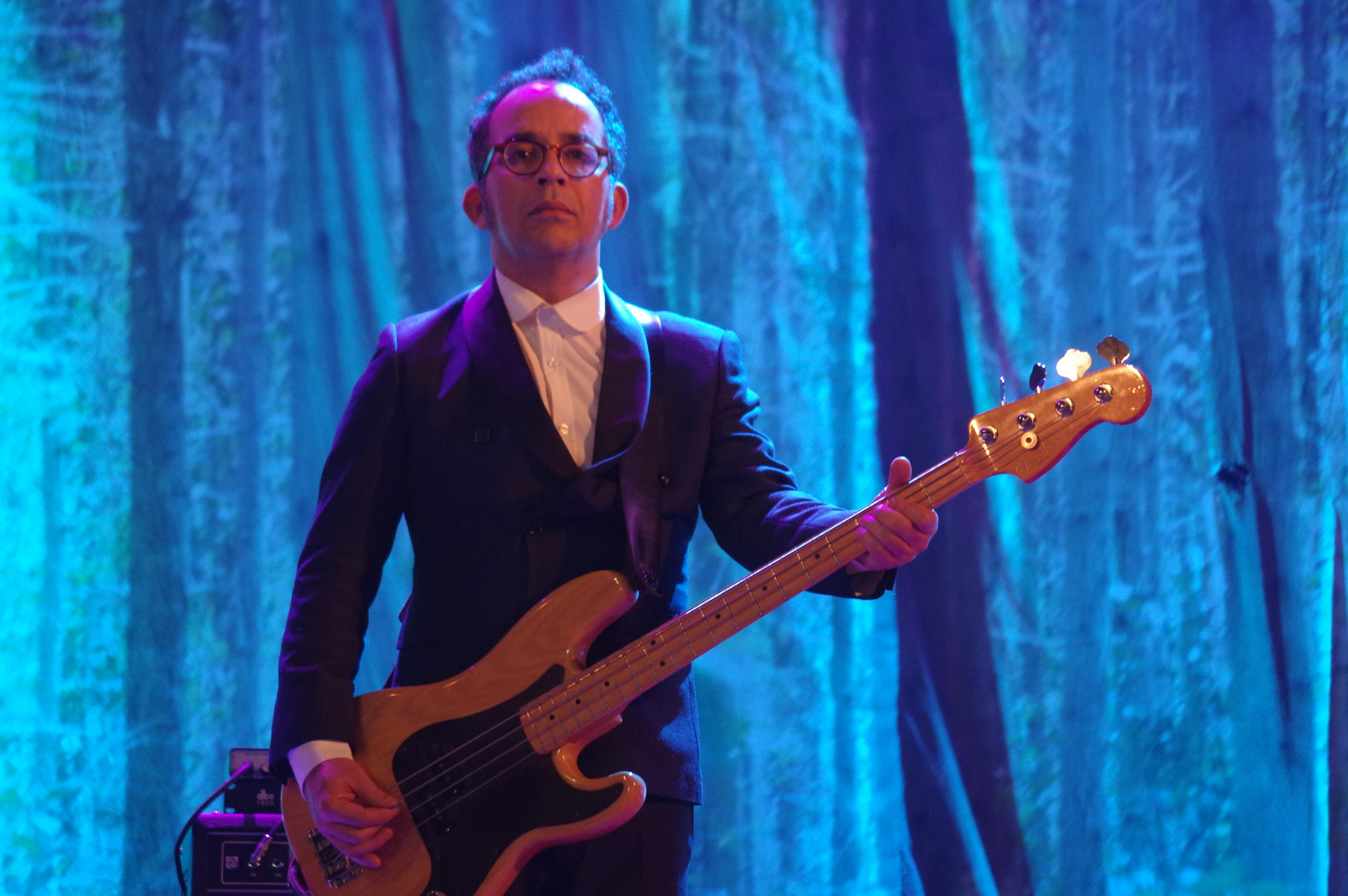
Pedro Rito, baixista, 2015-12-31

Os Clã voltam aos discos e aos concertos com um projeto dedicado aos mais novos: Disco Voador.
O Disco Voador foi considerado o 2º melhor álbum nacional do ano pela revista Blitz.

### 2014-2015
Em 2014 editam o álbum Corrente. A digressão respectiva terminou com um concerto na passagem de ano 2015-2016 em Coimbra.
É lançado a compilação O melhor dos Clã.

## Discografia
- LusoQUALQUERcoisa (1996)
- Kazoo (1997)
- Lustro (2000)
- Rosa Carne (2004)
- Cintura (2007)
- Disco Voador  (2011)
- Corrente (2014)
- Fã (2017)
- Véspera (2020)

### Álbuns ao vivo
- Afinidades (2001)
- Vivo (2005)

### Coletâneas
- Catalogue Raisonné (2009)
- BD Pop Rock Português ‎(Tugaland, 2011)
- Bandas Míticas Volume 12 ‎(Levoir, 2011)
- O Melhor Dos Clã (2016)

Inéditos gravados em compilações
- Ao Vivo na Antena 3  (1998) -   Não Vás  / Pois É
- XX Anos, XX Bandas (1999) - Conta-me Histórias
- 20 Anos Depois - Ar de Rock (2000) - Bairro do Oriente
- O Irmão do Meio (2003) - Dancemos No Mundo
- Eu Não Sou Cachorro Mesmo (2006) - Tortura de Amor
- Upa 08 - Unidos Para Ajudar (2008) - Convite [com Jorge Palma]
- 3 Pistas Vol.2 ‎(2009) - Golden Skans / Ponto Zero
- Leopoldina - Apresenta Clássicos Infantis ‎(2011) - Ou Isto Ou Aquilo

## Videografia
- Gordo Segredo (DVD, EMI, 2005)
- Barbie Suzy Dolly Polly Pocket ‎(DVD, Teatro Nacional São João, 2013)

## Outros

### Prémios
- Prémios Blitz 96 - Nomeados a Banda Revelação
- Prémios Blitz 97 - Nomeados para Melhor Banda, Melhor Canção ("Problema de Expressão") e Melhor Voz Feminina, tendo sido atribuído a Manuela Azevedo o prémio para melhor Voz Feminina Nacional.
- Prémios Blitz 2000 - Os Clã são os grandes vencedores da noite vencendo as categorias de Melhor Voz Feminina, Melhor Banda e de Melhor Álbum ("Lustro").
- Globo de Ouro 2001 - Melhor Canção com "O Sopro do Coração".
- Em 2006, receberam os prémios de “Melhor Grupo” e “Melhor Canção” com a música “Problema de Expressão”, na categoria de Música, atribuído na Gala The Best of Porto.
- Foram galardoados com o Prémio Arco-íris 2011,[4] da Associação ILGA Portugal, pelo seu contributo na luta contra a discriminação e a homofobia, nomeadamente através da música "arco-íris".
- Em 2021, venceram o Prémio Autores na categoria de melhor tema de música popular com "Tudo no Amor".[5]

### Afinidades
Inicialmente tratou-se de uma iniciativa da Expo '98 em que foram desafiadas várias cantoras nacionais a conceberem um espectáculo para o qual teriam de ter um convidado. Presenças de Amélia Muge (The Pirin Folk Ensemble), Filipa Pais (Uxia), Lia Altavilla (Carlos Guilherme), Mafalda Veiga (Raul Torres), Manuela Azevedo (Sérgio Godinho), Mísia (Maria Bethânia), Né Ladeiras (Chico César) e Sofia de Portugal (Janita Salomé).
O concerto é constituído por versões de músicas de Sérgio Godinho, versões de temas dos Clã adaptados ao espírito e à interpretação de Sérgio Godinho e canções de outros autores, com os quais ambos tivessem afinidades.
O espectáculo foi recuperado em 1999 com três espectáculos no Teatro Rivoli, Porto. Seguíram-se mais algumas datas: Coimbra, Torres Novas, Guimarães, Guarda e Viseu.
Em 2002 por ocasião das comemorações dos 25 anos de carreira de Sérgio Godinho foi lançado o disco "Afinidades". No dia 13 de Março desse ano o espectáculo voltou a ser apresentado, desta vez no Coliseu dos Recreios.

### Nosferatu, o vampiro
Em Portugal, por iniciativa do festival "Odisseia da Imagens" da Porto 2001, os Clã foram convidados a reflectir em música a sua interpretação do legendário filme de Murnau.
O espectáculo resume-se à projecção do clássico de Murnau "Nosferatu - Uma Sinfonia de Horrores", acompanhado por música ao vivo dos Clã.
Ao longo desta exibição, os espectadores tiveram a possibilidade de apreciar o filme, aliado à "leitura" musical do modo como os Clã interpretam o "Nosferatu".
Realizado por F.W. Murnau em 1922, "Nosferatu, A Symphony of Horror" é talvez a melhor e mais assustadora versão cinematográfica da novela de Bram Stoker.[carece de fontes?] Obra-prima do mudo, "Nosferatu" viria, décadas mais tarde, a inspirar a composição de diversas bandas sonoras, muitas vezes interpretadas ao vivo durante a projecção do filme.
O resultado é um coerente compromisso entre o clássico e o moderno, onde a faceta mais estereotipada da banda pop surge surpreendentemente diluída.[carece de fontes?]
A estreia foi no dia 30 de Outubro de 2001 no Teatro Rivoli, no Porto.
Esta projecção foi repetida em poucas salas do país:
- 27 de Julho de 2002 - Cine Teatro António Lamoso - Santa Maria da Feira
- 5 de Outubro de 2002  - Teatro Cine da Covilhã  [Sessão Encerramento Festival Imago]
- 7 de Dezembro de 2002  - Auditório Municipal - Torres Vedras

- 27 de Fevereiro de 2003 - Grande Auditório do Fórum Lisboa - Lisboa

Tecnicamente este espectáculo/projecção era de uma complexidade considerável:
- o filme, que tinha sempre de ser cedido pela Embaixada Alemã, era a 18 frames por segundo (fps), o que requeria um projector de cinema que pudesse trabalhar a essa velocidade;

- à formação normal dos Clã em concerto (bateria, baixo, dois teclistas, uma guitarra e voz) era acrescentado um piano acústico, tocado por Manuela Azevedo e uma estação de Pro-Tools, tudo isto no espaço entre o final do palco e a primeira fila de cadeiras. Havia ainda uma coluna Leslie para o órgão Hammond de Pedro Biscaia, mas que na maioria dos casos ficava atrás do ecrã;

- as partes musicais compostas pelo grupo em estúdio e programadas para estar em sincronia com o filme no sistema Pro-Tools, tinham que ser ajustadas em tempo-real por um técnico dado que normalmente os projectores não conseguiam estar em permanência a 18 fps;

- o facto de os Clã serem um grupo de rock implicava as necessidades de um sistema de som suficiente que nem sempre se adequava aos tamanhos das portas de acesso das salas de cinema: entre as necessidades deste espectáculo contava-se 4000 watts de potência e uma mesa de som analógica Yamaha PM3000 de 40 canais, na qual a cada função, se utilizavam todas as suas 40 entradas, todos os seus oito grupos de saídas, todas as suas oito saídas auxiliares e todos os seus oito VCAs.

- os músicos tinham de tocar, ler as partituras, olhar para o maestro e ainda seguir o filme, o que obrigava à colocação de monitores de vídeo que permitissem que os elementos que estavam de costas para o ecrã pudessem seguir a projecção do filme;

- os elementos do grupo tinham que usar auscultadores, uma vez que tocavam no espaço reduzido da primeira fila de um cinema e não se podiam utilizar monitores de palco, e também porque o seu uso afectaria o som final destinado ao público.

Por razões de espaço neste espectáculo, todos os músicos acabavam colocados ao lado uns dos outros, o que curiosamente foi a disposição seguida pelos Clã nos concertos da digressão seguinte (disco "Rosa Carne").
Os Clã pretendiam editar um DVD com a banda sonora de "Nosferatu" mas tal ainda não foi concretizado.

### Projecto Disco-Voador
Convidados pelo Estaleiro para preparar um espectáculo a pensar nos mais novos, o Projecto Disco-Voador este concerto é totalmente composto por canções originais com música de Hélder Gonçalves e letras de Regina Guimarães (à excepção de uma, com letra de Carlos Tê).
Regina Guimarães, principal cúmplice criativa dos Clã neste projecto, descreve assim este Projecto Disco-Voador: " A  partir de um desafio - construir um espectáculo para espectadores super novos - os Clã entenderam só fazia sentido serem ainda mais fiéis à sua rota. Assim, a leitura que fizeram do desafio que lhes foi lançado foi encararem esse espectáculo como um laboratório de criação, onde as emoções, os sentimentos, os pontos de vista, etc. dos super novos fossem matriz de canções muito variadas em termos de tom e de respiração.Seguros de que nenhum humano mata totalmente a criança e o adolescente que mora dentro de si, os Clã sabem que este Projecto Disco-Voador se destina descaradamente a todos os públicos."

## Membros
- Pedro Santos - baixo
- Manuela Azevedo - voz, piano e percussões
- Hélder Gonçalves - transbaixos, baixo eléctrico, contrabaixo, guitarras barítono, acústica e eléctrica, teclados, bateria, percussões e voz
- Miguel Ferreira - sintetizadores, piano e voz
- Pedro Biscaia - Hammond, Rhodes, Juno, Jupiter, SuperJX e MonoPoly
- Pedro Oliveira - bateria